# Calixte Freixa i Pla
Calixte Freixa i Pla (Berga, 1843 - Llívia, 24 februari 1920) was een Catalaans architect. Van 1895 tot 1917 was hij tevens burgemeester van de stad Llívia. Zijn bouwwerken zijn gekenmerkt door een eclectische stijl met veel historiserende elementen. Als diocesaan architect van het bisdom Urgell was een van zijn eerste belangrijke opdrachten de modernisering en uitbreiding van het heiligdom van de Moeder Gods van Vall de Núria in de gemeente Queralbs.
Zijn eerste ontwerpen staan in Barcelona en wijde omgeving. Na zijn huwelijk met Elvira Armengol in 1881 gaat het jonge paar in Llívia wonen, in het huis Casa Freixa dat hij naar zijn smaak ombouwt. Hij ondersteunt de katholieke arbeiderbeweging en heeft in dit verband de Círculo Artístico Industrial de San José (artistiek-industriële kunstkring Sint Jozef) opgericht. De vroegere dorsvloer van Casa Freixa werd de scène voor de uitvoering theaterstukken en koorwerken.
Een van zijn eerste grote werken is de restauratie en uitbreiding van het bisschoppelijk paleis van La Seu d'Urgell, in opdracht van kardinaal Salvador Casañas i Pagès. De nieuwe neogotische gevel is van zijn hand.
Freixa is overleden op 24 februari 1920 en werd begraven op het kerkhof van Llívia, met als epitaaf “Hier rusten de stoffelijke resten van het echtpaar D. Calixto Freixa en Dª Elisa Armengol, die gedurende hun leven hun kennis en vermogen hebben opgeofferd voor het geestelijk en intellectueel welzijn en de materiële vooruitgang van de inwoners van deze gemeente. Na hun dood hebben ze wat van hun vermogen overbleef aan hetzelfde doel geschonken. Bewoners van Llívia! Jonge mensen die van hun werk genieten, bid voor hen!»

## Enkele bekende werken
- Can Magí in Sant Cugat del Vallès (1878)
- Ombouw van het bisschoppelijk paleis van La Seu d'Urgell
- Ombouw van het bedevaartsoord van de Moeder Gods van Núria[6]
- Bedevaartsoord van de Moeder Gods van Bolvir (1891)
- Kasteel “Torre de Riu” (1896) in Alp
- Kerk van Sant Vicenç d'Artedó (1901-1903) in Alàs i Cerc[7]